# Monica Lewinsky
Monica Samille Lewinsky (n. 23 iulie 1973, California, SUA) este o femeie din Statele Unite ale Americii, care a dobândit o largă notorietate publică datorită aventurii pe care a avut-o cu președintele Statelor Unite, Bill Clinton, în timp ce lucra ca stagiară la Casa Albă, în 1995 și 1996. Acesta a recunoscut că a avut o „relație necorespunzătoare” cu ea.
În decembrie 2006, Lewinsky a absolvit un master în pshihologie socială la universitatea London School of Economics, unde începuse să studieze din septembrie 2005.
Relația lor, dincolo de imoralitate, a devenit o amenințare la adresa securității naționale, după ce, Marea Britanie, Rusia și Israelul au interceptat conversațiile fierbinți dintre cei doi. Primul ministru israelian a încercat chiar să-l șantajeze pe președintele SUA. Benjamin Netanyahu a considerat că poate profita de această „slăbiciune” a președintelui american pentru a obține eliberarea spionului Jonathan Pollard, care furniza informații Ierusalimului.